# Bumetopia okinawana
Bumetopia okinawana är en skalbaggsart som beskrevs av Hayashi 1963. Bumetopia okinawana ingår i släktet Bumetopia och familjen långhorningar. Inga underarter finns listade.